# Jean-Louis de Vieusseux
Pour les articles homonymes, voir Vieusseux.
Jean Louis de Vieusseux, né le 30 avril 1754 à Genève, mort le 1er avril 1817 à Paris, est un général de la Révolution et de l’Empire.

## Biographie

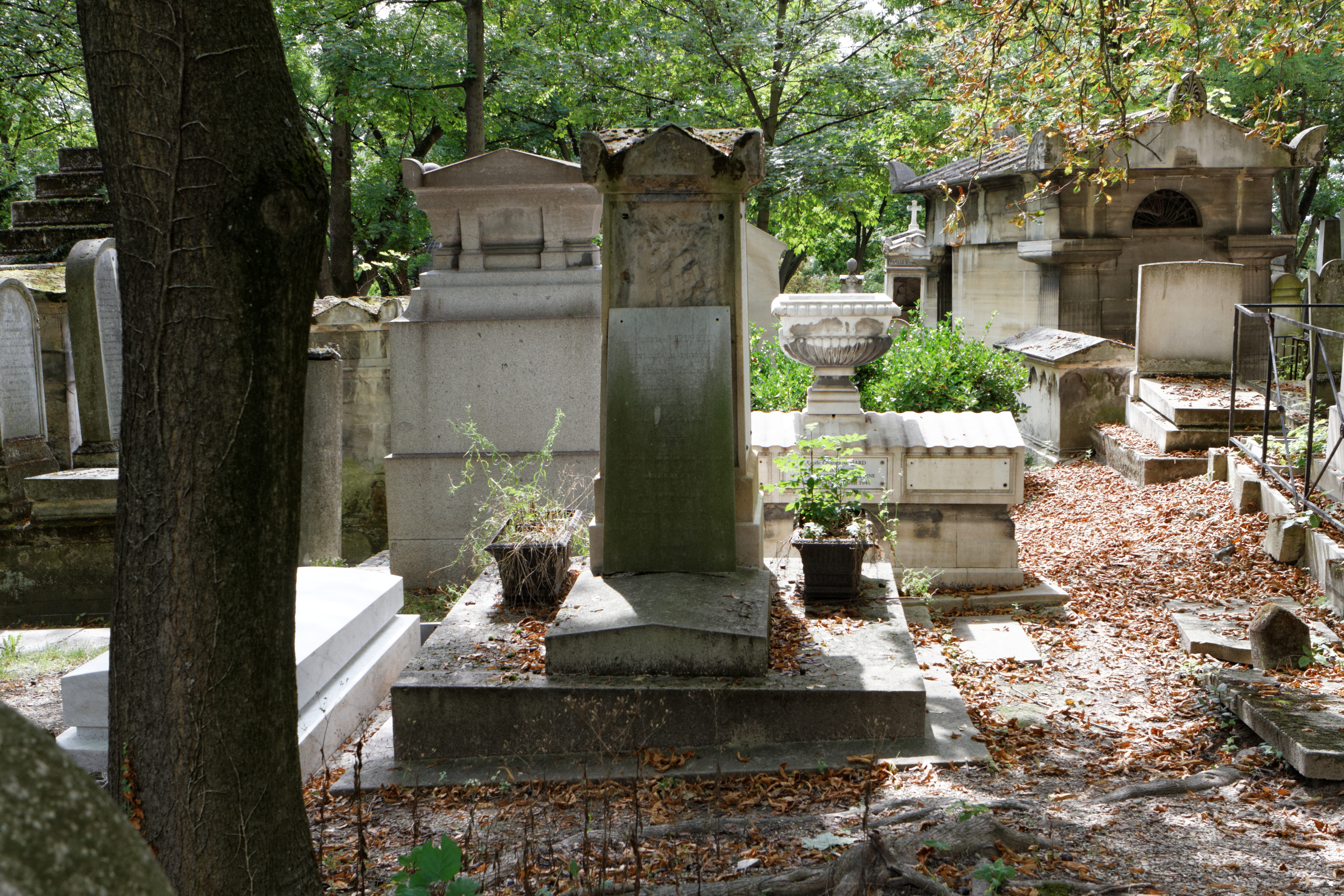
Tombe au cimetière du Père-Lachaise.

Il entre au service de la France en 1773, et il est nommé capitaine le 15 septembre 1791, au 44e régiment d’infanterie de ligne. Le 1er mars 1792, il devient aide de camp du général Sheldon, et le 18 mai 1792, il passe adjudant-général lieutenant-colonel à l’armée du Rhin.
Il est promu général de brigade le 1er septembre 1792, et le 8 septembre il prend les fonctions de chef d’état-major de l’armée de l’Intérieur, sous le commandement du général Berruyer. En 1793, il passe dans l’armée du Rhin, comme commandant de la division du Haut-Rhin, et il est destitué le 29 mai 1797. 
En 1799, il passe au service de la Prusse, et en 1807, il est de retour en France, où il occupe un emploi de chef de division au ministère de la Guerre jusqu’en 1814. Lors de la première restauration, le roi Louis XVIII le fait chevalier de Saint-Louis.
En 1816, il est membre du conseil d'administration de l'hôtel des Invalides à Paris. 
Il meurt le 1er avril 1817 à Paris. Il est enterré au cimetière du Père Lachaise, 39e division.

## Sources
- (en) « Generals Who Served in the French Army during the Period 1789 - 1814: Eberle to Exelmans »
- Philippe Coet, « Vieusseux, Jean Louis » dans le Dictionnaire historique de la Suisse en ligne, version du 9 juillet 2013..
- (pl) « Napoléon.org.pl »